# Léiomyosarcome

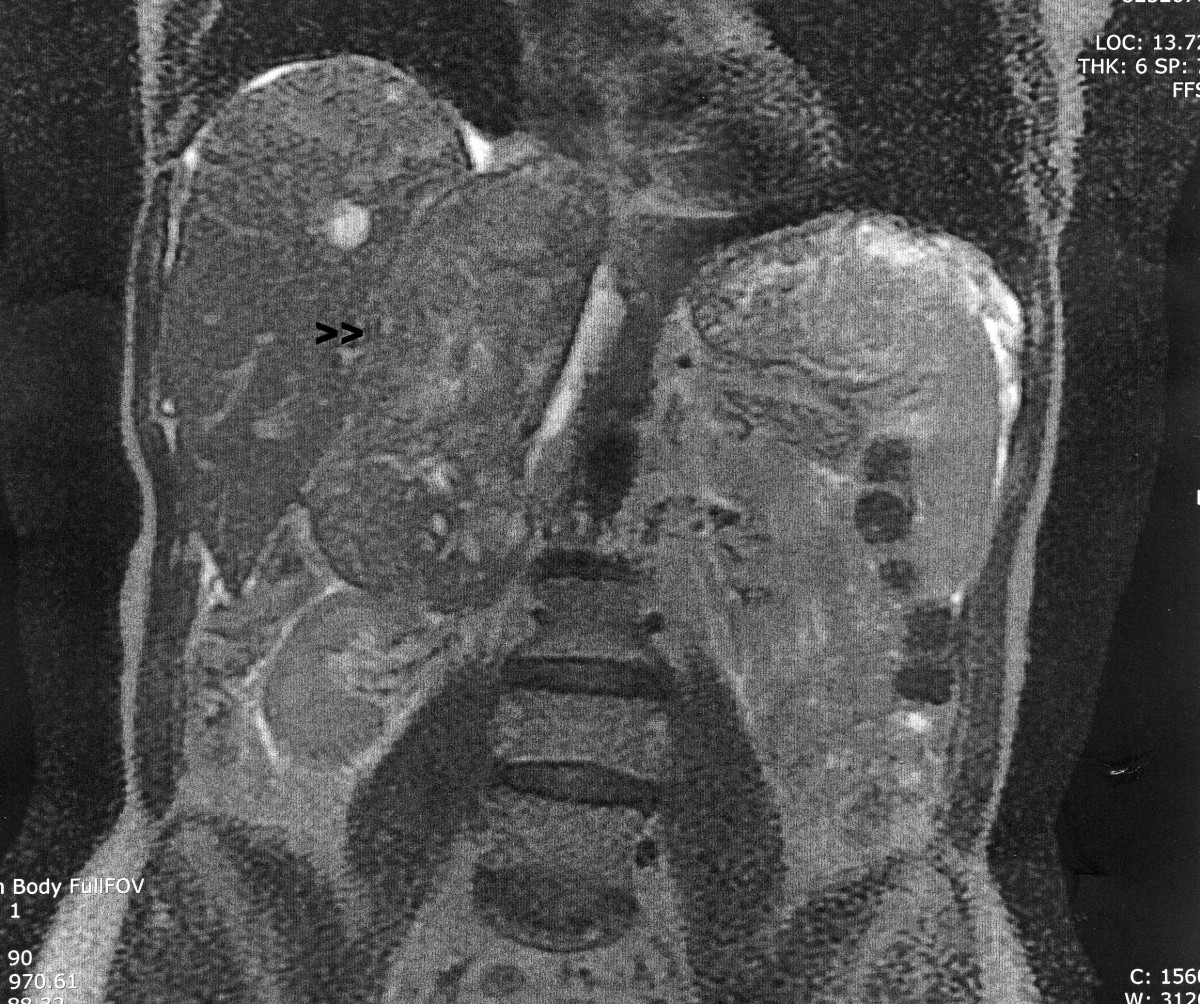
Léiomyosarcome de la veine surrénale droite vue en coupe frontale par IRM

Les léiomyosarcomes sont des tumeurs musculaires lisses malignes.
Les léiomyomes et les léiomyosarcomes surviennent électivement chez l'adulte tant au niveau de la peau que des viscères creux (utérus, tube digestif, très rarement le cœur).

## Léiomyosarcome utérin
L'incidence des léiomyosarcomes utérins est d'un peu moins d'un cas sur 100 000, légèrement plus fréquente chez l'afro-américaine et représentant la cause la plus fréquente de sarcome utérin. Elle augmente avec l'âge. Un léiomyosarcome utérin peut être retrouvé lors d'une analyse systématique histologique de la pièce opératoire d'une hystérectomie pour fibrome dans moins d'un pour cent des cas.
Son dépistage s'avère difficile et l'IRM semblant être le meilleur examen pour le distinguer d'un simple fibrome et la biopsie de l'endomètre semble d'une sensibilité limitée.
La prise en charge des sarcomes utérins a fait l'objet de la publication de recommandations datant de 2016. Le traitement optimal consiste en une hystérectomie mais ce type de cancer a un fort taux de récidive, avec une extension par métastases. Une chimiothérapie complémentaire est donnée dans les formes invasives ou récidivantes. La radiothérapie semble avoir peu d'intérêt.